# Lovitura de stat din Iran din 1953
Lovitura de stat din Iran din 1953, cunoscută în Iran ca lovitura de stat 28 Mordad (în persană | کودتای 28 مرداد), a fost răsturnarea prim-ministrului ales în mod democratic Mohammad Mosaddegh în favoarea consolidării conducerii monarhice a lui Mohammad Reza Pahlavi la 19 august 1953, orchestrată de Marea Britanie (sub numele de "Operațiunea Boot") și de Statele Unite ale Americii (sub numele Proiectul TPAJAX sau "Operațiunea Ajax").

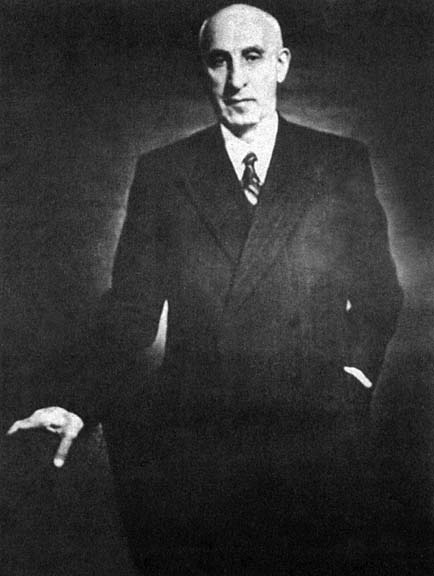
Mohammad Mosaddegh, Prim-ministrul Iranului în 1951

Mossadegh a dorit să verifice documentele Companiei Petroliere Anglo-Iraniene (CPAI), o corporație britanică (acum parte a BP) și să limiteze controlul companiei asupra rezervelor de petrol iraniene. La refuzul CPAI de a coopera cu guvernul iranian, parlamentul (Majlis) a votat să naționalizeze industria petrolului din Iran și să expulzeze reprezentanții companiilor străine din țară. După acest vot, Marea Britanie a instigat un boicot la nivel mondial asupra petrolului iranian dorind să facă presiuni din punct de vedere economice asupra Iranului. Inițial, Marea Britanie a mobilizat armata pentru a prelua controlul rafinăriei construite de britanici de la Abadan, pe atunci cea mai mare din lume, dar prim-ministrul Clement Attlee a optat în schimb pentru a întări boicotul economic, folosind în același timp agenți iranieni pentru a submina guvernului lui Mosaddegh. Winston Churchill și administrația Eisenhower au decis să răstoarne guvernul iranian, deși administrația Truman s-a opus unei lovituri de stat, temându-se de precedentul pe care l-ar crea implicarea CIA. Documente clasificate arată că oficiali ai serviciilor secrete britanice au jucat un rol esențial în inițierea și planificarea loviturii de stat, și că CPAI a contribuit cu 25.000 dolari americani pentru mituirea oficialilor. În august 2013, la 60 de ani după lovitura de stat, Agenția Centrală de Informații (CIA) a recunoscut că a fost responsabilă atât pentru planificarea, cât și pentru executarea loviturii de stat, inclusiv mituirea politicienilor iranieni, a unor oficiali de rang înalt din securitate și armată, precum și pentru propaganda pro-loviturii de stat. CIA este citată admițând că lovitura de stat a fost efectuată „sub conducerea CIA“ și „ca un act al politicii externe americane, conceput și aprobat la cele mai înalte niveluri de guvernare“.

În urma loviturii de stat din 1953, a fost format un guvern sub conducerea generalului Fazlollah Zahedi, guvern care a permis ultimului șahului al Iranului (titulatura în persană pentru un rege iranian) Mohammad Reza Pahlavi să conducă mai ferm ca monarh. Pentru a fi la putere el s-a bazat foarte mult pe sprijinul Statelor Unite. Conform documentelor și înregistrărilor declasificate ale CIA, unul dintre cei mai temuți mafioți din Teheran a fost angajat de CIA să organizeze revolte pro-șah la 19 august. Alți bărbați plătiți de CIA au fost aduși în Teheran în autobuze și camioane, și au preluat străzile orașului. Între 200 și 300 de persoane au fost ucise în acest conflict.  Mosaddegh a fost arestat, judecat și condamnat pentru trădare de către un tribunal militar al șah-ului. La 21 decembrie 1953, el a fost condamnat la trei ani de închisoare, apoi plasat sub arest la domiciliu pentru restul vieții sale. Alți susținători ai lui Mosaddegh au fost închiși, și câțiva au primit pedeapsa cu moartea. După lovitura de stat, șah-ul a continuat domnia ca monarh pentru următorii 26 de ani până când a fost înlăturat în timpul revoluției iraniene, în 1979.

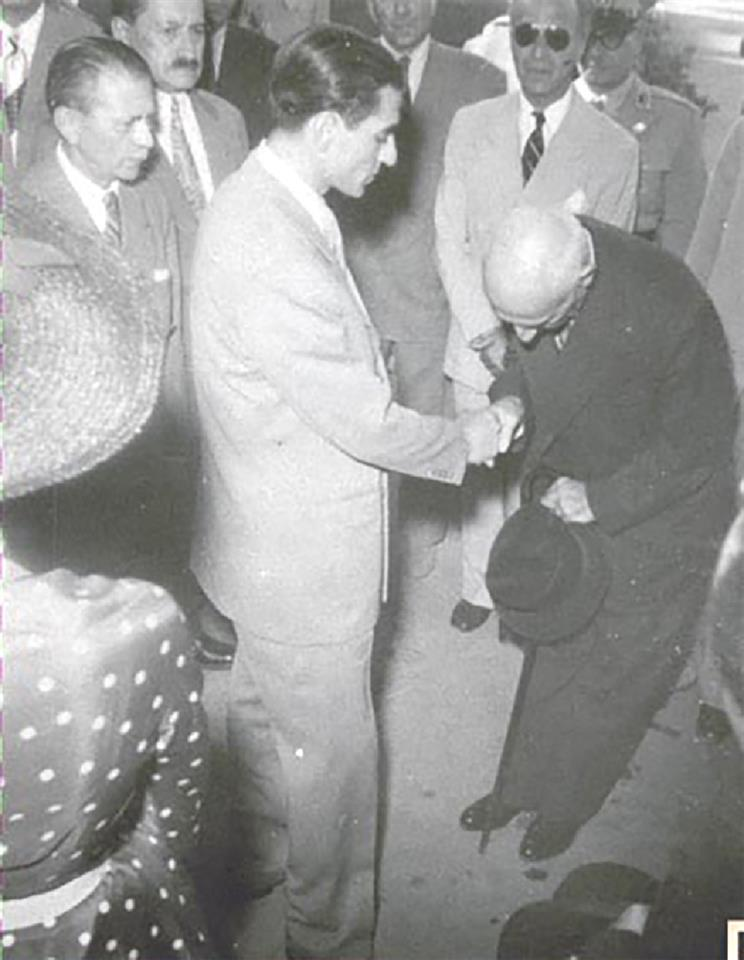
Prime minister Mohammad Mosaddegh sărută mâna lui Mohammad Reza Pahlavi

## Context
De-a lungul secolului al XIX-lea, Iranul a fost prins între două puteri imperiale avansate, Rusia și Marea Britanie. În 1892, diplomatul britanic George Curzon a descris Iranul ca „piese pe o tablă de șah pe care este în curs de a se juca un joc pentru stăpânirea lumii.“  În a doua jumătate a secolului al XIX-lea, politicile de concesiune ale monarhiei s-au confruntat cu opoziția crescândă. În anul 1872, un reprezentant al antreprenorului britanic Paul Reuter s-a întâlnit cu monarhul iranian Naser al-Din Shah Qajar și a fost de acord să finanțeze vizita viitoare a monarhului în Europa, în schimbul unor contracte exclusive pentru drumuri iraniene, telegraf, mori, fabrici, extracția resurselor, precum și pentru alte lucrări publice, în care Reuter ar primi sume prevăzute timp de cinci ani și 60% din toate veniturile nete pentru următorii 20 de ani. Cu toate acestea, așa-numita „concesie Reuter“ nu a fost niciodată pusă în aplicare din cauza opoziției interne violente și a celei din Rusia. În 1892 șahul a fost forțat să revoce un monopol de tutun dat Major GF Talbot, în urma protestelor și a unui boicot al tutunului pe scară largă.
În 1901, Mozzafar al-Din Shah Qajar, a acordat o concesiune de căutare de petrol pentru 60 de ani lui William Knox D'Arcy. D'Arcy a plătit 20.000 de lire sterline (echivalentul a 12,4 milioane de lire în 2016), conform lui Stephen Kinzer un jurnalist devenit istoric, și a promis cote egale de proprietate, cu 16% din orice profit net viitor, așa cum urma să fie calculat de către companie. Cu toate acestea, istoricul LP Elwell-Sutton a scris, în 1955, că „cota Persiei a fost «deloc spectaculoasă» și banii nici nu au fost transferați.“ La 31 iulie 1907 D'Arcy s-a retras din firmele sale private din Persia, și le-a transferat companiei britanice Burmah Oil. La 26 mai 1908, compania a găsit petrol la o adâncime de 360 de metri. Compania a crescut încet, până la primul război mondial, când importanța strategică a Persiei a făcut ca guvernul britanic să cumpere o cotă de control a companiei, de fapt, naționalizând producția britanică de petrol din Iran.
Britanicii i-au înfuriat pe perși prin intervenția lor în afacerile interne, inclusiv în Revoluția Constituțională Persană. Protestele populare masive l-au forțat pe Mozzafar al-Din Shah să permită apariția Constituției din 1906, ceea ce a limitat puterile sale. Acest lucru a dus la alegerea în mod democratic a unui parlament Majlis care să dea legi, și un prim-ministru care să le semneze și să le aplice. Primul-ministru urma să fie numit de șah după un vot de încredere din partea Parlamentului. Cu toate acestea, noua constituție a dat șahului multe puteri executive. Constituția permitea șahului să emită decrete regale (firman), i-a dat puterea de a numi și demite prim-miniștri (ca urmare a voturilor de încredere din Parlament), să numească jumătate din membrii Senatului (care nu a fost convocat până în 1949), și să introducă legi care să ducă chiar și la dizolvarea Parlamentului. Constituția a abolit o domnie arbitrară, dar șahul avea puteri executive, în loc să aibă un rol ceremonial; în consecință, atunci când un șah a fost slab, guvernul era mai democratic, dar atunci când șahul a acționat pe cont propriu, aspectele democratice ale guvernului au putut fi marginalizate. Aspectele contradictorii ale acestei constituții puteau provoca conflicte în viitor. Revoluției constituționale i s-au opus britanicii și rușii, care au încercat să o submineze, prin sprijinirea lui Mohammad Ali Shah Qajar (fiul lui Mozzafar-e-din Shah), care a încercat să învingă guvernul democratic prin forță. O mișcare de gherilă condusă de Sattar Khan l-a detronat în 1910.
În urma primului război mondial a existat o nemulțumire politică pe scară largă legată de termenii concesiunii petroliere către compania britanica CPAI, prin care Persia primea 16% din „profitul net“. În 1921, după ani de gestionare defectuoasă gravă sub dinastia Qajar, o lovitură de stat (presupus a fi fost susținută de britanici) a adus un general, Reza Khan, la guvernare. Până în 1923, el a devenit prim-ministru, și a câștigat o reputație ca un politician eficient, incoruptibil. Prin 1925, sub influența sa, Parlamentul a votat pentru a-l înlatura pe Ahmad Shah Qajar de pe tron, iar Reza Khan a fost încoronat Reza Shah Pahlavi din dinastia Pahlavi. Reza Șah a început un program de modernizare rapidă și de succes în Persia, care la acel moment era considerată a fi printre țările cele mai sărace din lume. Cu toate acestea, Reza Șah a fost, de asemenea, un conducător foarte dur, care nu tolera dizidența. Până în 1930, el a suprimat orice opoziție și a marginalizat aspectele democratice ale constituției. Oponenții au fost închiși și, în unele cazuri, chiar și executați. În timp ce unii au fost de acord cu politicile sale, susținând că erau necesare ținând cont de vremurile tulburi, alții au susținut că au fost nejustificate. Un astfel de adversar a fost un politician pe nume Mohammad Mossadegh, care a fost închis în 1940. Experiența închisorii i-a dat o aversiune de durată față de regimul autoritar și față de monarhie și l-a ajutat pe Mossadegh să devină un susținător dedicat al naționalizării complete a petrolului în Iran.
Reza Șah a încercat să atenueze puterea forțelor coloniale din Iran și a avut succes într-o mare măsură. Cu toate acestea, el avea nevoie de ele pentru a-l ajuta să modernizeze țara. A făcut acest lucru prin echilibrarea influenței diferitelor puteri coloniale, inclusiv cea din Marea Britanie și Germania. În 1930, Reza Șah a încercat să pună capăt concesiunii Companiei de Petrol Anglo-Persană acordată de dinastia Qajar, dar Iranul era încă slab și Marea Britanie nu ar fi permis acest lucru. Concesiunea a fost renegociată în condiții favorabile din nou britanicilor (deși Concesiunea D'Arcy a fost îmbunătățită). La 21 martie 1935, Reza Șah a schimbat numele țării din Persia în Iran astfel că Compania de Petrol Anglo-Persană a fost redenumit Companiei de Petrol Anglo-Iraniană (CPAI).
În 1941, după invazia nazistă a URSS, britanicii și forțele Comunității Națiunilor, precum și Armata Roșie au invadat Iranul. Reza Șah și-a declarat neutralitatea în al doilea război mondial și a încercat să existe un echilibru între cele două puteri majore, Marea Britanie și Germania nazistă. Motivul principal al invaziei a fost, asigurarea câmpurilor de petrol ale Iranului și a Căilor Ferate Trans-iraniană, în scopul de a livra provizii către URSS. Reza Șah a fost arestat, detronat și exilat de britanici, iar alți oficiali importanți au fost închiși. În vârstă de 22 de ani, fiul lui Reza Șah, Mohammad Reza Pahlavi, a devenit șahului Iranului. Tânărul șah, spre deosebire de tatăl său, a fost inițial un lider slab și uneori indecis. În timpul anilor 1940 el nu a avut un rol independent în guvern, și o mare parte din politicile autoritare ale lui Reza Șah au fost anulate. Ca rezultat, democrația iraniană a fost restabilită în această perioadă.
Soldații britanici s-au retras din Iran, după sfârșitul războiului. Cu toate acestea, sub Stalin, Uniunea Sovietică a rămas parțial prin sponsorizarea a două „Republici Democrate Populare“ în interiorul granițelor Iranului. Conflictul a fost încheiat atunci când SUA a făcut lobby pentru ca armata iraniană să-și reafirme controlul asupra celor două teritorii ocupate. Acordul petrolier sovieto-iranian nu s-a onorat niciodată. Liderii naționaliști din Iran au devenit influenți urmărind reducerea intervențiilor externe pe termen lung în țară, mai ales în ceea ce privește concesiunea petrolului, care fusese foarte profitabilă pentru Occident și nu foarte profitabilă pentru Iran. Compania controlată de britanici a refuzat să permită un audit asupra contabilității pentru a stabili dacă guvernului iranian i s-a plătit ceea ce s-a promis. Intransigența britanică a iritat populația iraniană.
Obiectivele americane în Orientul Mijlociu au rămas aceeași între 1947 și 1952, dar strategia s-a schimbat. Washingtonul a rămas „în mod public, solidar, dar în privat, în contradictoriu“ cu Marea Britanie, aliatul său din cel de-al doilea război mondial. Imperiul Marii Britanii slăbea în mod constant, și, cu un ochi pe crizele internaționale, SUA și-a reevaluat interesele și riscurile de a fi identificate cu interesele coloniale britanice. „În Arabia Saudită, cu dezaprobare extremă din partea Marii Britanii, Washingtonul, a aprobat acordul între ARAMCO și Arabia Saudită, în acordul 50/50 care a avut reverberații în întreaga regiune.“
Petrolul din Iran a fost descoperit și ulterior controlat de compania deținută de britanici CPAI. Nemulțumiri populare fata CPAI au început la sfârșitul anilor 1940: un segment mare al populației Iranului și o serie de politicieni au văzut compania ca fiind una exploatatoare și un instrument central al imperialismului britanic continuu în Iran.

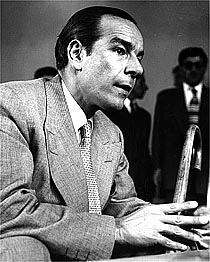
Hossein Fatemi, Ministrul de Externe al Iranului

## Criza naționalizării petrolului

### Încercarea de asasinare a șahului și numirea lui Mossadegh ca prim ministru
În 1949, un asasin a încercat să-l omoare pe șah. Șocat de experiență și încurajat de simpatia publică pentru rănirea sa, șahul a început să aibă un rol tot mai activ în politică. El a organizat rapid Adunarea Constituantă a Iranului pentru a modifica Constituția și a-i spori puterile. El a înființat Senatul Iranului, care era parte din Constituția din 1906, dar care nu a fost niciodată convocat. Șahul avea dreptul să numească jumătate din senatori și a ales oameni favorabili scopurilor sale. Mossadegh a crezut că această creștere a puterii politice a șahului nu era democratică; el credea că șahul ar trebui să „domnească, dar nu să conducă“ într-un mod similar cu monarhiile constituționale ale Europei. Conduse de Mossadegh, partidele politice și adversarii politici ai șahului s-au unit pentru a forma o coaliție cunoscută sub numele de Frontul Național. Naționalizarea petrolului era un obiectiv politic major pentru partid.
Până în 1951, Frontul Național a câștigat locuri majoritare pentru Majlis-ul ales (Parlamentul Iranului). Conform constituției Iranului, partidul majoritar ales în parlament urma sa dea un vot de încredere pentru candidatul la postul de prim-ministru, după care șahul va numi candidatul ca prim ministru. Prim-ministrul Haj Ali Razmara, care se opunea naționalizării petrolului din motive tehnice, [10] a fost asasinat de către aripa dură Fadaiyan e-Islam (al cărui lider spiritual Ayatollahul Abol-Qassem Kashani, mentor al viitorului ayatollah Ruhollah Khomeini, fusese numit Președinte al Parlamentului de Frontul Național). După un vot de încredere din partea Frontului Național care domina Parlamentul, Mossadegh a fost numit prim-ministru al Iranului de către șah (înlocuindu-l pe Hussein Ala, care l-a înlocuit pe Razmara). Sub puternica presiune a Frontului Național, asasinul lui Razmara (Khalil Tahmasebi) a fost eliberat și grațiat, dovedind astfel puterea mișcării în politica iraniană. Pentru moment, Mossadegh și Kashani erau aliați de conveniență, Mossadegh văzând că Kashani ar putea mobiliza masele „religioase“, în timp ce Kashani voia ca Mossadegh să creeze un stat islamic. Gloatele Fadaiyan Kashani au atacat de multe ori violent adversarii naționalizării și pe opozanții guvernului Frontului Național, precum și „obiectele imorale“, acționând uneori ca „autorități neoficiale de aplicare“ ale mișcării. Cu toate acestea, prin 1953 Mossadegh se opunea din ce în ce mai mult lui Kashani, deoarece aceasta din urmă contribuia la instabilitatea politică în Iran. La rândul său, Kashani l-a mustrat pe Mossadegh pentru că nu a „islamizat“ Iranul, acesta din urmă crezând cu tărie în separarea religiei de stat.
Șahul și prim-ministrul au avut o relație antagonistă. O parte a problemei a derivat din faptul că Mossadegh era legat prin sânge de fosta dinastie regală Qajar și îl vedea pe regele Pahlavi ca un uzurpator la tron. Dar adevărata problemă a rezultat din faptul că Mossadegh a reprezentat o forță pro-democratică, ce dorea să tempereze domnia șahului în politica iraniană. El a vrut ca șahul să fie un monarh ceremonial, mai degrabă decât un monarh conducător, oferind astfel puterea guvernului ales spre deosebire de șah care nu fusese ales. În timp ce Constituția Iranului dădea șahului puterea de a conduce în mod direct, Mossadegh a folosit blocul unit al Frontului Național și sprijinul larg popular pentru a vota naționalizarea petrolului (sprijinită și de șah), cu scopul de a bloca capacitatea șahului de a acționa. Ca urmare, problema naționalizării petrolului a devenit din ce în ce mai intercalată cu mișcarea pro-democrație a lui Mossadegh. Demoralizat, șah s-a înfuriat la „obrăznicia“ lui Mossadegh (în conformitate cu Abbas Milani, mergea în ritm furios prin camerele palatului său gândindu-se că va fi redus la rolul de marionetă). Dar Mossadegh și popularitatea ideii de naționalizare a petrolului l-au împiedicat pe șah să acționeze împotriva prim-ministrului (lucru permis de constituția Iranului, ceva ce Mossadegh simțea că un rege avea nici un drept să facă). În 1952 șahul l-a respins pe Mossadegh, înlocuindu-l cu Ahmad Qavam (un prim-ministru veteran). Dar proteste pe scară largă ale suporterilor lui Mossadegh l-au convins pe șah sa-l numească imediat.

### Naționalizarea petrolului, criza Abadan și tensiunile în creștere
La sfârșitul anului 1951, parlamentul iranian a aprobat, printr-un vot aproape unanim, acordul de naționalizare a petrolului. Proiectul de lege a fost foarte popular printre cei mai mulți iranieni și a generat un imens val de naționalism, punând imediat Iranul în conflict cu Marea Britanie (cei câțiva parlamentari care nu erau de acord cu propunerea au votat pentru ea, din cauza sprijinului popular copleșitor și a mâniei populației). Naționalizarea l-a făcut pe Mossadegh să devina instantaneu popular în rândul a milioane de iranieni, fiind prezentat ca erou național, și plasându-l pe el și Iranul în centrul atenției întregii lumi. Mulți iranieni au simțit că, pentru prima dată în câteva secole, au luat controlul asupra afacerilor țării lor. Mulți, de asemenea, se așteptau ca naționalizarea să ducă la o creștere masivă a bogăției pentru iranieni.
Marea Britanie se confrunta acum cu guvernul naționalist nou ales în Iran, unde Mossadegh, cu sprijinul puternic al Parlamentului iranian și al populației, au cerut tratate de concesiune mai favorabile. Marea Britanie s-a opus puternic acestor cereri.
Departamentul de Stat al SUA nu numai că a respins cererea Marii Britanii de a continua să fie beneficiarul principal al rezervelor de petrol iraniene, dar „interesele petroliere internaționale ale SUA au fost printre beneficiarele acordurilor de concesionare care au urmat naționalizării.“
Mohammad Mosaddegh a încercat să negocieze cu CPAI, dar compania a respins compromisul propus de el. Planul lui Mosaddegh, bazat pe compromisul din 1948 între guvernul venezuelean al lui Romulo Gallegos și Creole Petroleum, ar fi împărți profiturile din petrol în proporție de 50/50 între Iran și Marea Britanie. Împotriva recomandării Statelor Unite ale Americii, Marea Britanie a refuzat această propunere și a început să planifice să submineze și să răstoarne guvernul iranian.
În iulie 1951, diplomatul american Averell Harriman s-a dus în Iran pentru a negocia un compromis anglo-iranian, cerând ajutorul șahului; Răspunsul lui a fost că „în fața opiniei publice, nu putea în nici un fel să spună un cuvânt împotriva naționalizării“. Harriman a ținut o conferință de presă la Teheran, făcând apel la rațiune în confruntarea cu „criza naționalizării“. De îndată ce a vorbit, un jurnalist s-a ridicat și a strigat: „Noi și întregul popor iranian îl sprijinim pe premierul Mosaddegh și naționalizarea petrolului!“ Toată lumea prezentă a început să aplaude și a ieșit din încăpere; Harriman, lăsat singur în încăpere, a clătinat din cap consternat.]
Într-o vizită în Statele Unite, în octombrie 1951, Mossadegh - în ciuda popularității naționalizării în Iran - a convenit în discuțiile cu George C. McGhee la o soluționare complexă a crizei care implica vânzarea rafinăriei Abadan unei companii non-britanice și controlul iranian al extracției petrolului brut. SUA a așteptat până când Winston Churchill a devenit prim-ministru să îi prezinte afacerea, crezând că va fi mai flexibil, dar afacerea a fost respinsă de britanici.
Compania Nationala Iraniana de Petrol a suferit o scădere a producției, din cauza lipsei de experiență iraniene și a ordinele CPAI ca tehnicienii britanici să nu lucreze cu ei, provocând astfel criza Abadan, care a fost agravată de blocada Marinei Regale pentru piețele sale de export dorind astfel să facă presiuni asupra Iranului să nu naționalizeze petrolul. Veniturile iraniene au fost mai mari, deoarece profiturile au ajuns la trezoreria națională a Iranului, în loc să ajungă la companiile private străine. Până în septembrie 1951, britanicii au încetat practic producția de petrol la Abadan, au interzis exportul de mărfuri britanice cheie în Iran (inclusiv zahăr și oțel), și au înghețat conturile în valută ale Iranului în băncile britanice. Prim-ministrul britanic Clement Attlee a considerat luarea prin forță a rafinăriei de petrol Abadan, dar a stabilit un embargo al Marinei Regale, prin care orice navă care transporta petrol iranian, numit „bun furat“, era oprită. La realegerea sa ca prim-ministru, Winston Churchill a luat o poziție chiar mai dură împotriva Iranului.
Regatul Unit a dus cazul său anti-naționalizare împotriva Iranului la Curtea Internațională de Justiție de la Haga; premierul Mosaddegh a declarat că lumea va învăța de la o „țară crudă și imperialistă“ cum să fure de la una cu „oameni nevoiași și goi“. Instanța a decis că nu avea jurisdicție asupra cazului. Cu toate acestea, britanicii au continuat să pună în aplicare embargoul împotriva petrolului iranian. În august 1952, prim-ministrul iranian Mosaddegh a invitat un director de la o companie de petrol americană să viziteze Iranul și administrația Truman a salutat invitația. Cu toate acestea, propunerea l-a supărat Churchill, care a insistat ca SUA să nu submineze campania sa de a îl izola pe Mosaddegh: „Marea Britanie a sprijinit SUA în Coreea, i-a amintit el lui Truman, și are dreptul să se aștepte la o unitate anglo-americană în privința Iranului.“
La mijlocul anului 1952, embargoul asupra petrolului iranian din Marea Britanie a devenit devastator de eficient. Agenți britanici din Teheran „lucrau pentru a submina“ guvernul Mosaddegh, care a solicitat ajutor de la președintele Truman și apoi de la Banca Mondială, dar fără nici un rezultat. „Iranienii au devenit din ce în ce mai săraci și nemulțumiți cu fiecare zi care trecea“ și coaliția politică a lui Mosaddegh se destrăma. Pentru a înrăutăți lucrurile, președintele Parlamentului, ayatollahul Kashani, principalul susținător cleric al lui Mossadegh, a început să se opună prim-ministrului, pentru că Mossadegh nu a transformat Iranul într-un stat islamic. Până în 1953, s-a întors complet împotriva lui, și a sprijinit lovitura de stat, lipsindu-l pe Mossadegh de sprijin religios, predându-l șahului.
La alegerile pentru Majlis din primăvara anului 1952, Mosaddegh „nu avea să se teamă de un vot liber, deoarece, în ciuda problemelor țării, el era admirat pe scară largă ca un erou. Un vot liber, cu toate acestea, nu era ceea ce plănuiau alții. Agenți britanici s-au răspândit în întreaga țară, mituind candidați și șefii regionali care îi controlau. Ei au sperat să umple parlamentul cu deputații care ar vota să-l detroneze pe Mosaddegh. Ar fi o lovitură de stat realizată prin mijloace aparent legale."
În timp ce Frontul Național, care l-a sprijinit de multe ori pe Mosaddegh a câștigat ușor în orașele mari, nu era nimeni care să monitorizeze votul în zonele rurale. Violența a izbucnit în Abadan și în alte părți ale țării în care alegerile au fost puternic contestate. Confruntându-se cu a fi nevoit să plece la Haga unde Marea Britanie a dat în judecata Iranul pentru controlul petrolului iranian, cabinetul Mossadegh a votat să amâne restul alegerilor până după întoarcerea delegației iraniene de la Haga.
„În timp ce Mosaddegh era ocupat cu provocarea politică, s-a confruntat cu o alta pe care majoritatea iranienilor o considera mult mai urgentă. Blocada britanică a porturilor maritime iraniene însemna că Iranul a fost lăsat fără acces la piețele unde se putea vinde petrolul. Embargoul a avut efectul de a duce Iranul la faliment. Zeci de mii de oameni și-au pierdut locurile de muncă la rafinăria Abadan, și, deși cei mai multi au înțeles și sprijinit cu pasiune ideea de naționalizare, au sperat în mod natural ca Mosaddegh să găsească o modalitate de a le readuce locurile de muncă. Singurul mod în care el ar fi putut face acest lucru era sa vândă petrolul."
Pentru a face lucrurile și mai complicate, Partidul Tudeh comunist, care sprijinea Uniunea Sovietică și a încercat să-l omoare pe șah cu patru ani mai devreme, a început să se infiltreze în armată și să trimită mase de oameni pentru a-l „sprijini pe Mossadegh“ (dar în realitate îi marginaliza pe toți adversarii necomuniști). Anterior, Tudeh l-a denunțat pe Mossadegh, dar din 1953 a schimbat tactica și a decis să-l „sprijine“. Tudeh a atacat violent adversarii sub pretextul de a-l ajuta pe prim-ministru (vărul viitoarei regine a Iranului, Farah Pahlavi, a fost înjunghiat la vârsta de 13 ani în școala lui de către activiștii Tudeh), și involuntar au ajutat ca reputația lui Mossadegh să scadă, în ciuda faptului că niciodată nu le-a aprobat în mod oficial. Cu toate acestea, prin 1953 el și Tudeh au format o alianță neoficială de a se ajuta reciproc; Tudeh au fost „soldații“ pentru guvernul său, înlocuind în mod eficient Fadaiyan în acest rol, în tot acest timp sperând în secret că Mossadegh va institui comunismul. Masele fidele șahului au realizat și ele atacuri asupra adversarilor lui Mossadegh și, posibil, să fi existat o anumită coordonare a CIA.

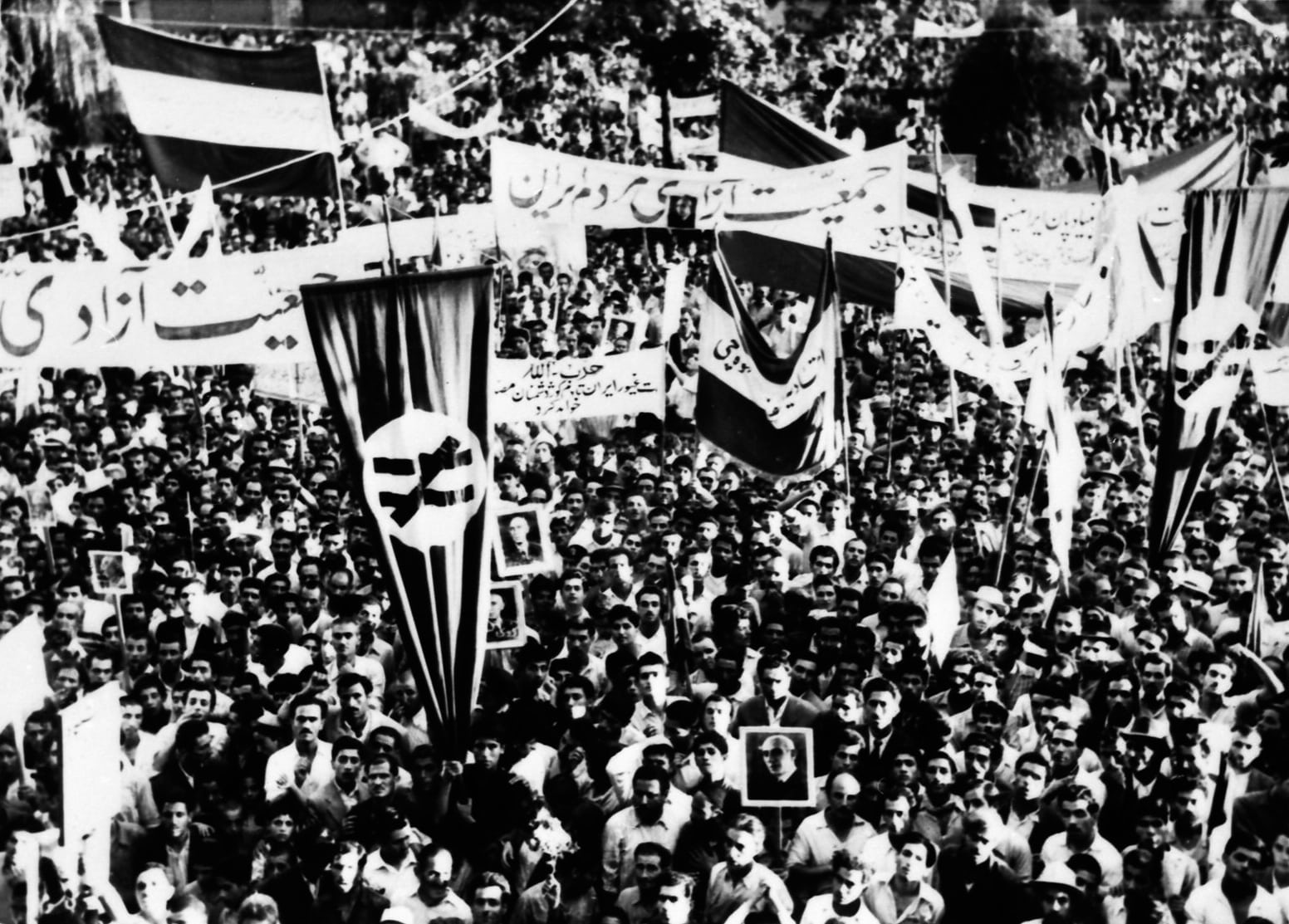
Proteste pro-Mosaddegh în Teheran, 16 august 1953

Îngrijorat de celelalte interese ale Marii Britanii în Iran și (datorită partidului Tudeh) crezând că naționalismul Iranului era, de fapt, un complot pro-sovietic, Marea Britanie l-a convins pe secretarul de stat american John Foster Dulles că Iranul cădea sub influenta sovieticilor - efectiv exploatând atitudinea americanilor pentru războiul rece. Din moment ce președintele Harry S. Truman era ocupat cu războiul din Coreea, el nu a fost de acord să răstoarne guvernul prim-ministrului Mohammad Mosaddegh. Cu toate acestea, în 1953, când Dwight D. Eisenhower a devenit președinte, Marea Britanie a convins SUA să întreprindă o lovitură de stat comună.

### Ultimele luni ale guvernării lui Mossadegh
Prin 1953, tensiunile economice cauzate de embargoul britanic și tulburările politice au început să scadă puternic popularitatea lui Mossadegh și puterea lui politică. Oamenii îl învinovățeau din ce în ce mai mult pentru criza economică și politică. Violența politică a devenit larg răspândită sub forma unor ciocniri de stradă între grupurile politice rivale. Mossadegh a pierdut din popularitate și din sprijinul clasei muncitoare, care fusese unul din grupurile care l-au susținut cel mai puternic. Pe măsură ce pierdea din sprijin, a devenit mai autocratic. Încă din august 1952, a început să se bazeze pe puteri de urgență pentru a conduce, generând controverse în rândul suporterilor săi. După o tentativă de asasinat asupra unuia dintre miniștrii săi de cabinet și asupra sa, a ordonat închiderea a zeci dintre adversarii săi politici. Acest act a creat furie pe scară largă în rândul unei mari părți a publicului larg și a condus la acuzații că Mossadegh a devenit dictator. Alianța neoficială a partidului Tudeh cu Mossadegh a condus la temerile legate de comunism, și din ce în ce mai mult comuniștii au fost cei care au luat parte la mitingurile pro-Mossadegh și au atacat adversarii.
Până la jumătatea anului 1953 o masă de demisii dintre susținătorii parlamentari ai lui Mossadegh a redus numărul de locuri ale Frontului Național din parlament. Un referendum pentru a dizolva parlamentul și a da prim-ministrului puterea de da legi a fost propus alegătorilor și a trecut cu aprobare de 99,9 la sută, 2.043.300 voturi pentru, 1.300 voturi împotrivă. Referendumul fraudat a fost văzut pe scară largă de adversari ca un act dictatorial, iar șahul și restul guvernului erau lipsiți de puterea de a conduce. Când Mossadegh a dizolvat Parlamentul, adversarii lui au deplâns acest act pentru că își acorda sie însuși „puterea totală“. În mod ironic, acest act nedemocratic al unui prim-ministru ales în mod democratic a avut ca rezultat un lanț de evenimente care au dus la căderea lui.
Șahul s-a opus inițial planurilor loviturii de stat și a sprijinit naționalizarea petrolului, dar el s-a alăturat acestora după ce a fost informat de către CIA că și el va fi „detronat“ dacă nu va fi de acord (experiența l-a lăsat cu o venerație a puterii americane pe tot parcursul vieții și a contribuit la politicile sale pro americane, generând în același timp o ură contra englezilor). Decizia lui Mossadegh de a dizolva Parlamentul, a contribuit de asemenea, la decizia sa.

## Executarea operațiunii Ajax

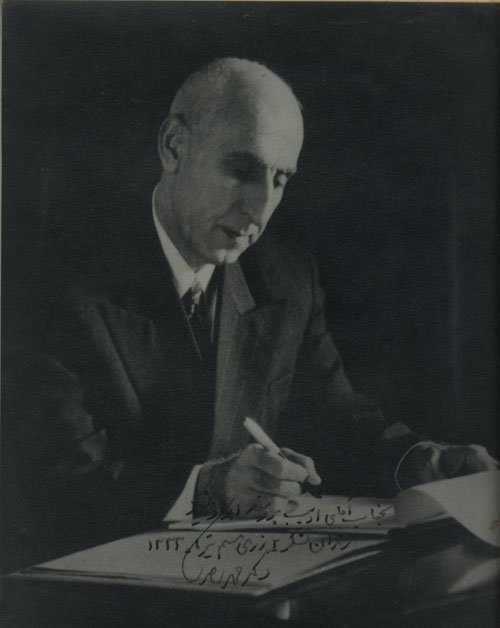
Mohammad Mosaddegh, liderul Frontului Național și prim-ministrul ales democratic

Pretextul oficial pentru începerea loviturii de stat a fost decretul lui Mossadegh de a dizolva Parlamentul, dându-și sie și cabinetului său putere completă de a conduce, în timp ce șahul a fost deposedat de puterilor sale.  Aceasta a dus la acuzațiile că și-a dat lui însuși „puteri totale și dictatoriale.“ Șahul, care a rezistat cererilor CIA pentru lovitura de stat, a fost în cele din urmă, de acord să o susțină.  După ce a obținut acordul șahului, CIA a executat lovitura de stat. Firmanele de demitere a lui Mosaddegh și de numire a generalului Fazlollah Zahedi (un monarhist care l-a ajutat pe Reza Șah să reunifice Iranul cu câțiva zeci de ani mai devreme) au fost întocmite de complotiști și semnate de către șah. După ce a semnat decretele și le-a livrat generalului Zahedi, el și regina Soraya au plecat pentru o vacanță de o săptămână în nordul Iranului. Sâmbătă 15 august, colonelul Nematollah Nassiri, comandantul Gărzii imperiale, a înmânat decretul semnat de șah lui Mosaddegh. Mosaddegh, care a fost avertizat de complot, probabil de către Partidul Comunist Tudeh, a respins decretul și l-a arestat pe Nassiri. Mosaddegh a susținut la procesul de după lovitura de stat, că prin monarhia constituțională iraniană, șahul nu avea dreptul constituțional de a emite un ordin de demitere a primului-ministru ales fără aprobarea Parlamentului. Cu toate acestea, constituția la momentul respectiv a permis o astfel de acțiune, pe care Mossadegh a considerat-o abuzivă. Acțiunea a fost făcută publică în Iran de către CIA și în Statele Unite ale Americii de către The New York Times. Susținătorii lui Mossadegh (milioane de suporteri ai Frontului Național, precum și membri ai Partidului Tudeh) au ieșit în stradă în proteste violente. După lovitura de stat eșuată, șahul, însoțit de-a doua soție Soraya Esfandiary-Bakhtiari și Aboul Fath Atabay au fugit la Bagdad. Ajuns neanunțat, șahul a cerut permisiunea pentru el însuși și pentru consoarta lui să rămână în Bagdad pentru câteva zile înainte de a continua călătoria în Europa. După consultări guvernamentale la nivel înalt, au fost escortați la Casa Albă, casa de oaspeți a guvernului irakian, înainte de a zbura spre Italia într-un avion pilotat de Mohammad Khatami.
După ce prima încercare de lovitură de stat a eșuat, generalul Zahedi, declarând că el este de drept prim-ministrul Iranului, s-a ascuns în mai multe case sigure, în încercarea de a evita arestarea. Mossadegh a ordonat forțelor de securitate să-i adune pe complotiști și zeci de persoane au fost închise. Crezând că a reușit și că deține controlul deplin al guvernului, Mossadegh a comis o eroare. Presupunând că lovitura de stat a eșuat, el a cerut susținătorilor săi să se întoarcă la casele lor și să-și continue viețile ca de obicei. Membrii de partid Tudeh de asemenea, au revenit la casele lor, nemaiexercitând atribuțiilor de punere în aplicare a deciziilor. CIA i s-a ordonat să părăsească Iranul, deși Kermit Roosevelt nu a primit mesajul - se presupune din cauza interferențelor MI6 - și a continuat să instige populația împotriva lui Mossadegh. Administrația Eisenhower a luat în considerare schimbarea politicii sale de a-l sprijini pe Mossadegh, subsecretarul de stat Walter Bedell Smith remarcând la 17 august: „Oricare ar fi greșelile lui, Mossadegh nu i-a plăcut pe ruși și ajutorul în timp util s-ar putea să-i permită să păstreze comunismul sub control.“ 

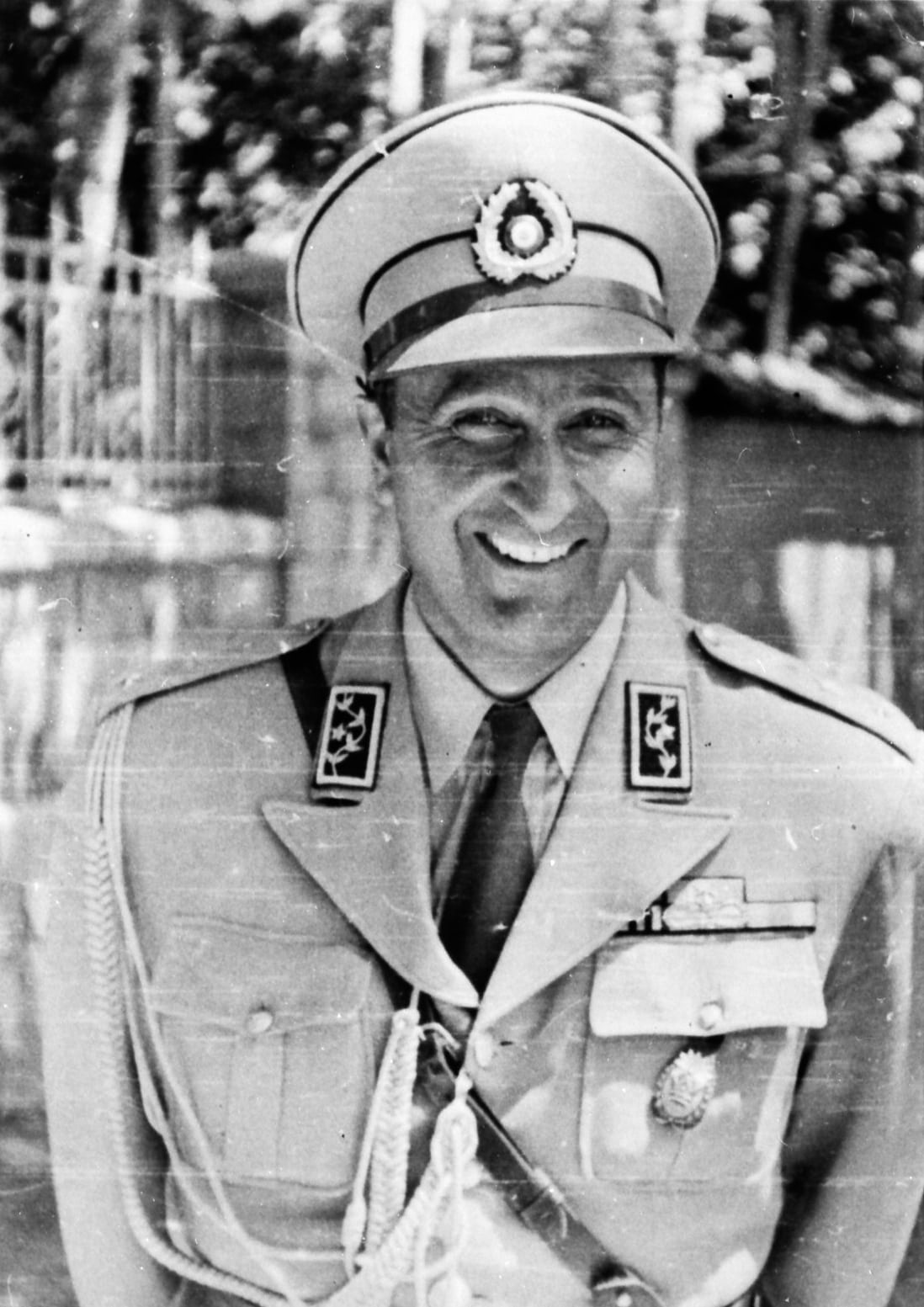
Nematollah Nassiri

Cu toate acestea, generalul Zahedi, care era încă pe fugă, s-a întâlnit în secret cu ayatollahul Mohammad Behbahani care era de partea șahului și cu alți susținători ai șahului. Acolo (folosind bani CIA cunoscuți sub numele de „dolari Behbahani“), au creat rapid un nou plan. Deja, o mare parte din țară era în stare de șoc după plecarea șahului din Iran, temerile legate de comunism și arestările adversarilor lui Mossadegh. Ei au profitat de acest sentiment în elaborarea planurilor lor. Ayatollahul Behbahani și-a folosit influența pentru a mobiliza manifestanți religioși împotriva lui Mossadegh.
La 19 august, angajați infiltrați, dându-se drept membri de partid Tudeh au început să organizeze o „revoluție comunistă“. Au venit și au încurajat membrii reali ai Tudeh să li se alăture. În curând, membrii Tudeh au ieșit în stradă atacând aproape orice simboluri ale capitalismului, jefuind afacerile private și distrugând magazine. O mare parte din cartierul de afaceri din sudul Teheranului, inclusiv bazarurile, au fost vandalizate. Cu o bruscă repulsie publică în masă împotriva acestui act, următoarea parte a planului Zahedi a intrat în acțiune. Din bazarurile vandalizate, un al doilea grup de infiltrați plătiți, de data aceasta dându-se drept suporteri ai șahului, au organizat mulțimi furioase de iranieni care erau îngroziți de o „revoluție comunistă“ și sătui de violență.
La mijlocul zilei, mulțimi mari de cetățeni obișnuiți, înarmați cu arme improvizate, au ieșit în stradă în demonstrații în masă și i-au bătut pe membrii de partid Tudeh. Sub autoritatea lui Zahedi, armata a părăsit garnizoanele sale, i-au înlăturat pe membrii Tudeh și apoi au luat cu asalt toate clădirile guvernamentale, cu sprijinul manifestanților. Mossadegh a fugit după ce un tanc a tras un singur foc spre casa lui, dar mai târziu, s-a predat armatei. Pentru a preveni vărsarea de sânge și mai mult, el a refuzat o ultimă încercare de a-și organiza susținătorii. Până la sfârșitul zilei, Zahedi și armata aveau controlul guvernului. În ciuda rolului CIA în crearea condițiilor pentru lovitura de stat, există puține dovezi care să sugereze că Kermit Roosevelt sau alți oficiali CIA au fost direct responsabil pentru acțiunile manifestanților sau ale armatei la 19 august. S-a sugerat chiar că activitățile lui Roosevelt între 15-19 august au fost destinate în primul rând, să organizeze „sa rămână în spatele rețelelor, ca parte a evacuării planificate a CIA“, deși i-au permis mai târziu să-și asume „responsabilitatea pentru rezultat.“
Șahul a rămas într-un hotel din Italia până când a aflat rezultatul, despre care a „declarant înecându-se“: „Știam că mă iubesc“ Allen Dulles, directorul CIA, a zburat înapoi cu șahul de la Roma la Teheran. [74] Zahedi l-a înlocuit oficial pe Mosaddegh. Mossadegh a fost arestat, judecat și condamnat inițial la moarte. Dar, la ordinul personal al șahului, sentința a fost comutată  la la trei ani de izolare într-o închisoare militară, urmată de arest la domiciliu până la moartea sa.

## Rolul Statelor Unite
Ca o condiție pentru reinstaurarea CPAI, în 1954, SUA a cerut eliminarea monopolului CPAI; cinci companii petroliere americane, Royal Dutch Shell și Compagnie Française des Petroles, urmau să extragă petrol din Iran, după succesul loviturii de stat - Operațiunea Ajax. Șahul a declarat că aceasta este o „victorie“ pentru iranieni, cu un aflux masiv de bani din acest acord urmând să se rezolve colapsul economic din ultimii trei ani și permițându-i să realizeze proiectele sale planificate de modernizare.
Ca parte a acestuia, CIA a organizat gherilele anti-comuniste pentru a lupta împotriva Partidului Tudeh în cazul în care acesta prelua puterea în haosul operațiunii Ajax. Documente din Arhiva Națională de Securitate au arătat că subsecretarul de stat Walter Bedell Smith a raportat că CIA a semnat un acord cu liderii tribali Qashqai, din sudul Iranului, pentru a stabili un refugiu clandestin din care gherilele și spionii finanțați de SUA ar putea opera.
Liderul oficial al operațiunea Ajax a fost ofițer CIA Kermit Roosevelt, Jr., în timp ce agentul de carieră Donald Wilber a fost liderul operațional, planificatorul și executorul operațiunii pentru înlăturarea lui Mosaddegh. Lovitura de stat depindea de șah care trebuia să îl înlăture pe popularul și puternicul prim-ministru și înlocuindu-l cu generalul Fazlollah Zahedi, cu ajutorul colonelului Abbas Farzanegan - un om agreat de americani și britanici și după ce au determinat că acesta era favorabil politicii anti-sovietice.
CIA l-a trimis pe generalul-maior Norman Schwarzkopf Sr. să îl convingă pe șahul exilat să se întoarcă să conducă Iranul. Schwarzkopf a instruit forțele de securitate, care vor fi cunoscute sub numele de SAVAK pentru a asigura revenirea șahului la putere.

### Înregistrări guvernamentale
Lovitura de stat a fost efectuată de către administrația SUA a lui Dwight D. Eisenhower printr-o acțiune sub acoperire susținută de secretarul de stat John Foster Dulles, și pusă în aplicare sub supravegherea fratelui său Allen Dulles, directorul al CIA. Lovitura de stat a fost organizată de CIA din Statele Unite ale Americii și de MI6 Regatul Unit, două agenții de spionaj, care i-au ajutat pe regaliști și elementele regaliste ale armatei iraniene. O mare parte din bani a fost canalizată prin intermediul ayatollahului Mohammad Behbahani, pro-șah, care a atras multe mase religioase în complot. În acel moment, ayatollahul Kashani s-a întors complet împotriva lui Mossadegh și l-a sprijinit pe șah.
Potrivit unui document cenzurat al CIA dezvăluit de Arhiva Națională de Securitate ca răspuns la o cerere privind libertatea de informare, „documentele disponibile nu indică cine a autorizat CIA să înceapă planificarea operațiunii, dar aproape sigur era președintele Eisenhower însuși. Biograful lui Eisenhower, Stephen Ambrose, a scris că lipsa documentației reflectă stilul președintelui.”
Documentul CIA citează din biografia lui Eisenhower:
„ Înainte de a intra în vigoare, operațiunea Ajax a trebuit să aibă aprobarea președintelui. Eisenhower nu a participat la niciuna dintre reuniunile care au pregătit operațiunea Ajax; el a primit doar rapoarte verbale cu privire la plan; nu a discutat cu guvernul său sau cu NSC. Stabilind un tipar de care se va ține pe parcursul președinției sale, a păstrat distanța și nu a lăsat nici un document care l-ar putea implica pe președintele în orice lovitură de stat proiectată. Dar, în intimitatea Biroul Oval, la cocktail-uri, el a fost informat de către Foster Dulles și a menținut un control strict asupra activităților CIA.”
Ofițerul CIA Kermit Roosevelt, Jr., nepotul fostului președinte Theodore Roosevelt, a efectuat operațiunea planificată de către agentul CIA Donald Wilber. O versiune a istoriei CIA, scrisă de Wilber, face referire la operațiune ca TPAJAX.
În timpul loviturii de stat, Roosevelt și Wilber, reprezentanți ai administrației Eisenhower, au mituit oficiali iranieni guvernamentali, reporteri și oameni de afaceri. Ei au mituit de asemenea huligani ai străzii pentru a-l sprijini pe șah și a i se opune lui Mosaddegh. Liderul iranian demis, Mosaddegh, a fost dus la închisoare și generalul iranian Fazlollah Zahedi s-a numit el însuși prim-ministru în noul guvern, pro-occidental.
O altă tactică pe care Roosevelt a recunoscut că a folosit-o a fost mituirea manifestanților să atace simboluri ale șahului, în timp ce scandau sloganuri pro-Mossadegh. Ca rege, șahul a fost în mare parte văzut, de mulți iranieni și monarhiști, ca un simbol al Iranului la momentul respectiv. Roosevelt a declarat că cu cât acești agenți își arătau ura pentru șah și atacau simbolurile sale, cu atât mai mult i-au făcut pe cetățenii obișnuiți iranieni să fie neîncrezători în Mossadegh.

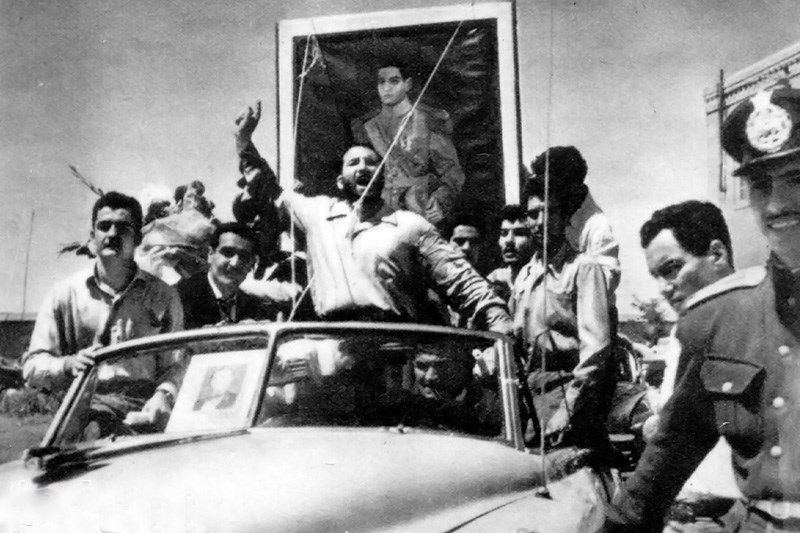
Shaban Jafari, cunoscut sub numele de Shaban cel fără creier (Shaban Bimokh), a fost un foarte cunoscut bătăuș pro-șah. El și-a condus oamenii și pe alți huligani ai străzii mituiți și a fost o figură proeminentă în timpul loviturii de stat.

Profesorul Masoud Kazemzadeh a scris că mai multi „fasciști iranieni și simpatizanți naziști au jucat un rol proeminent în regimul loviturii de stat. Generalul Fazlollah Zahedi, care a fost arestat și închis de britanici în timpul celui de-al doilea război mondial pentru încercarea sa de a stabili un guvern pro-nazist, a fost făcut prim-ministru la 19 august 1953. CIA i-a dat lui Zahedi aproximativ 100.000 de dolari înainte de lovitura de stat și o suplimentare de 5 milioane de dolari a doua zi după lovitura de stat pentru a ajuta la consolidarea sprijinului pentru lovitura de stat.” Kazemzadeh a mai spus că „Bahram Shahrokh, un stagiar de-al lui Joseph Goebbels și crainicul programului de limba persană al Radio Berlin în timpul regimului nazist, a devenit director al propagandei. Dl Sharif-Emami, care a petrecut și el ceva timp în închisoare pentru activitățile sale pro-naziste în 1940, a obținut mai multe funcții după lovitura de stat din 1953, inclusiv pe cea de secretar general al industriei petroliere, președinte al Senatului și prim-ministru (de două ori).” Guvernul Statelor Unite i-a dat lui Zahedi încă 28 de milioane de dolari o lună mai târziu, și alte 40 de milioane de dolari au fost date în 1954, după ce guvernul iranian a semnat acordul de consorțiu asupra petrolului.
Agențiile britanice și americane de spionaj au returnat monarhia Iranului prin instalarea pe tron a pro-occidentalului Mohammad Reza Pahlavi, domnia sa durând 26 de ani. Șahul a fost răsturnat în 1979. Masoud Kazemzadeh, profesor de științe politice la Universitatea de Stat Sam Houston, a scris că șahul era condus de către CIA și MI6 și asistat de clerici șiiți de rang înalt. El a scris că în lovitura de stat au fost angrenați mercenari, inclusiv „prostituate și bătăuși“ din cartierul rău famat al Teheranului.
Răsturnarea guvernului ales al Iranului în 1953 a asigurat controlul vestului asupra resurselor de petrol ale Iranului și a împiedicat Uniunea Sovietică să concureze pentru petrolul iranian. Unii clerici iranieni au colaborat cu agențiile de spionaj occidentale, deoarece aceștia au fost nemulțumiți de guvernul laic al lui Mosaddegh.
În timp ce liniile generale ale operațiunii sunt cunoscute, „... s-a considerat pe scară largă de către istorici ca înregistrările CIA vor oferi posibilitatea de a adăuga detalii și clarificări unei operațiuni celebre, dar puțin documentate,“ a scris reporterul Tim Weiner în The New York Times la 29 mai 1997.
„Agenția Centrală de Informații, care a promis în mod repetat, timp de mai mult de cinci ani că va face publice dosarele din misiunea secretă de răsturnare a guvernului Iranului în 1953, a declarat astăzi că a distrus sau pierdut aproape toate documentele în urma cu decenii.“
„Un istoric care a fost membru al personalului CIA în 1992 și 1993 a declarat într-un interviu astăzi că înregistrările au fost șterse existând «o cultură de distrugere» în agenție. Istoricul, Nick Cullather, a spus el credea că înregistrările despre alte operațiuni majore sub acoperire din timpul războiului rece au fost arse, inclusiv cele referitoare la misiuni secrete în Indonezia, în anii 1950 și o lovitură de stat de succes sponsorizata de CIA în Guyana la începutul anilor 1960. „Despre Iran-nu e nimic“, a spus dl Cullather. „Despre Indonezia-foarte puțin. Despre Guyana-au fost arse”.
Donald Wilber, unul dintre ofițerii CIA care au plănuit lovitura de stat din 1953 în Iran, a scris într-o declarație intitulată, Clandestine Service History Overthrow of Premier Mossadeq of Iran: November 1952 – August 1953. că un obiectiv al loviturii de stat a fost de a consolida puterea șahului.
În 2000, James Risen de la The New York Times a obținut versiunea anterior secretă a loviturii de stat a CIA scrise de Wilber și a rezumat  conținutul său, care include următoarele.
„La începutul lunii august, CIA a intensificat presiunile. Agenții iranieni care pretindeau a fi comuniști au amenințat liderii musulmani cu pedeapsă sălbatică dacă se opun lui Mossadegh, căutând să agite sentimentele anti-comuniste în comunitatea religioasă.
În plus, istoria secretă spune, casa a cel puțin unui musulman important a fost bombardată de agenți CIA care se pretindeau a fi comuniști. Nu spune dacă cineva a fost rănit în acest atac.
Agenția și-a intensificat campania de propagandă. Un proprietar de ziar principal a primit un împrumut personal de aproximativ 45.000 de dolari, cu scopul că ar face ca ziarul său să fie utilizat conform scopurile noastre.

Dar șahul a rămas intransigent. Într-o întâlnire pe 1 august, cu generalul Norman Schwarzkopf, el a refuzat să semneze decretele scrise de CIA de demitere a lui Mossadegh și de numire a generalului Zahedi. El a spus că se îndoiește că armata l-ar sprijini într-o confruntare.”
Arhiva Națională de Securitate de la Universitatea George Washington conține declarația integrală a lui Wilber, împreună cu multe alte documente și analize legate de lovitura de stat.
Într-o conversație telefonică din ianuarie 1973 făcută publică în 2009, președintele american Richard Nixon i-a spus directorului CIA, Richard Helms, care aștepta confirmarea Senatului pentru a deveni noul ambasador al SUA în Iran, că Nixon a vrut ca Helms să fie un „ambasador regional“ în statele petroliere din Golful Persic și a menționat că Helms fusese coleg de școală cu șahul Reza Pahlavi.
În august 2013, la cea de a șaizecea aniversare a loviturii de stat, CIA a lansat documente care au arătat că a fost implicată în organizarea loviturii de stat. Documentele descriu, de asemenea, motivațiile din spatele loviturii de stat și strategiile folosite pentru a o realiza. Documentele arătă că Marea Britanie a încercat să cenzureze informațiile cu privire la rolul său în lovitura de stat. Foreign Office a declarat că „nu ar putea confirma și nici nega implicarea Marii Britanii în lovitura de stat“. Cu toate acestea, multe documente CIA despre lovitura de stat încă rămân clasificate.
În iunie 2017, Biroul de Istorie al Departamentul de Stat al Statelor Unite a lansat informațiile revizuite ale evenimentului. Volumul înregistrărilor istorice „se concentrează pe evoluția gândirii SUA despre Iran, precum și pe operațiunea sub acoperire a guvernului SUA, care a dus la răsturnarea lui Mosadegh pe 19 august 1953“. Deși unele dintre înregistrările relevante au fost distruse cu mult timp în urmă, dezvăluirile conțin o colecție de aproximativ 1.000 de pagini, dintre care doar un număr mic rămân clasificate. O dezvăluire este aceea că CIA „a încercat să renunțe la lovitura de stat eșuată, dar a fost sabotată de un spion nesupus.“
În august 2017 Arhiva Națională de Securitate a lansat alte două documente declasificate care confirmă solicitarea britanică pentru ajutorul Statelor Unite în înlăturarea lui Mosaddeq. Conform acestor înregistrări, britanicii au abordat mai întâi guvernul american cu privire la un plan pentru lovitura de stat la sfârșitul anului 1952, susținând că guvernul Mosaddegh ar fi ineficient în prevenirea unei preluări comuniste, crezând astfel că este nevoie să se acționeze. La acea vreme, guvernul american se pregătea deja să îl ajute pe Mosaddegh în rezolvarea situației cu Marea Britanie și credeau despre el că este anti-comunist - considerații care i-au făcut pe americani sa fie sceptici în privința complotului. Din moment ce mandatul președintelui Truman se apropia de final în ianuarie 1953, și era prea multă incertitudine și pericol în privința complotului, guvernul american a decis să nu ia măsuri împotriva lui Mosaddegh în acel moment.

### Motivele Statelor Unite
Istoricii nu au căzut de acord în privința motivelor care au determinat Statele Unite să își schimbe politica față de Iran și de lovitura de stat. Istoric al Orientului Mijlociu, Ervand Abrahamian a identificat lovitura de stat ca fiind „un caz clasic al naționalismului ciocnindu-se cu imperialismul în lumea a treia“. El afirmă că secretarul de stat Dean Acheson a recunoscut că „«amenințarea comunistă»a fost o perdea de fum“, ca răspuns la pretenția președintelui Eisenhower că partidul Tudeh era pe cale să-și asume puterea.
 „De-a lungul crizei, „pericolul comunist“ a fost mai mult o problemă retorică decât o adevărată problemă - a fost o parte a discursului războiului rece ... Tudeh nu putea rivaliza cu triburile armate și cu armata de 129.000 de persoane. Britanicii și americanii au avut suficiente informații din interior pentru a fi siguri că partidul nu intenționează să inițieze o insurecție armată. La începutul crizei, când administrația Truman credea că un compromis este posibil, Acheson a subliniat pericolul comunist, și a avertizat că dacă Mosaddegh nu este ajutat, Partidul Tudeh va prelua puterea. Ministerul de externe britanic a replicat că Tudeh era o amenințare reală. Dar, în august 1953, când Ministerul de Externe a reiterat cererea administrației Eisenhower că Tudeh era pe cale să preia puterea, Acheson a replicat că nu există nici un astfel de pericol comunist. Acheson a fost destul de onest să admită că problema Tudeh a fost o perdea de fum”.
Abrahamian afirmă că petrolul Iranului a fost punctul central al loviturii de stat, atât pentru britanici cât și pentru americani, cu toate că „o mare parte a discursului în momentul acela au legat evenimentele de Războiul Rece“. Abrahamian a scris: „Dacă Mosaddegh ar fi reușit să naționalizeze industria petrolieră britanică din Iran, s-ar fi stabilit un precedent și acest lucru era văzut de americani la acel moment ca o amenințare la adresa intereselor americane de petrol din întreaga lume, pentru că alte țări ar face același lucru.” Mosaddegh nu a vrut nici o soluție de compromis, care ar fi permis un control străin. Abrahamian a spus că Mosaddegh „a vrut o naționalizare reală, atât în teorie și practică“.

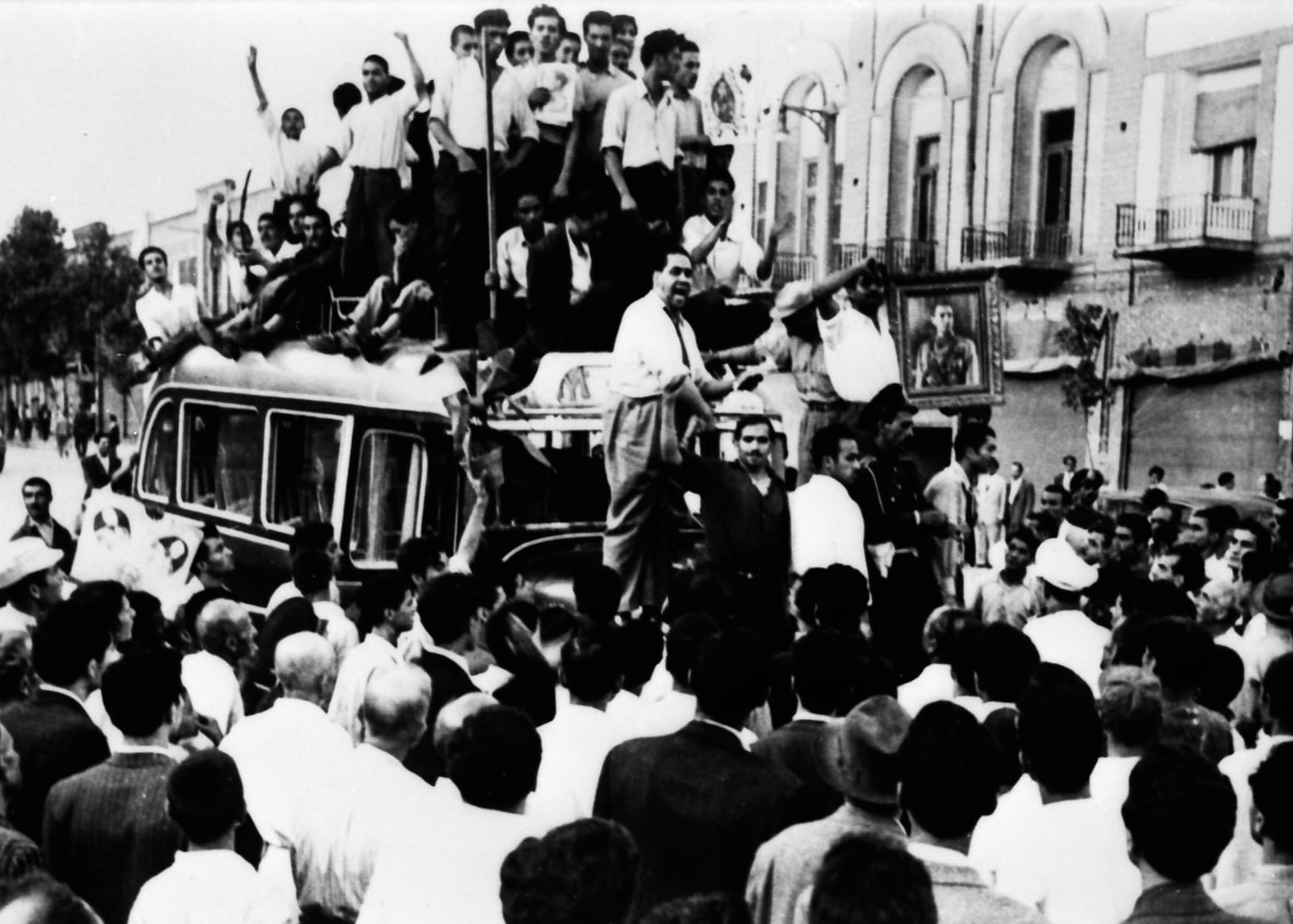
Simpatizanți pro-șah

Tirman subliniază faptul că proprietarii de terenuri agricole erau dominanți în politica din Iran, în anii 1960 și politicile agresive ale monarhului pentru exproprierea terenurilor - în beneficiul lui însuși și a susținătorilor săi - au dus la rezultatul că guvernul iranian a devenit cel mai mare proprietar de terenuri din Iran. „Proprietarii și producătorii de petrol aveau un nou sprijin întrucât interesele americane erau pentru prima dată exercitate în Iran. Războiul Rece începea, iar provocările sovietice erau observate în fiecare mișcare de stânga. Dar reformatorii erau naționaliști la bază, nu comuniști, iar problema care i-a unit mai presus de toate era controlul petrolului.” Credința că petrolul a fost factorul de motivare centrală din spatele loviturii de stat a fost prezentată în mass-media de autori precum Robert Byrd, Alan Greenspan,] și Ted Koppel.
Cu toate acestea, politologul pentru Orientul Mijlociu Mark Gasiorowski afirmă că, în timp ce există un merit considerabil pentru argumentul că factorii de decizie din SUA au ajutat companiile petroliere din SUA să obțină o cotă din producția de petrol iranian după lovitura de stat, „se pare mai plauzibil să argumenteze că factorii de decizie politică din SUA au fost motivați în principal de temerile unei preluări comuniste din Iran, și că implicarea companiilor americane a fost solicitată în principal, pentru a împiedica acest lucru. Războiul Rece era în toi de la începutul anilor 1950, iar Uniunea Sovietică era privită ca o putere expansionistă care caută dominația mondială. Eisenhower a făcut din amenințarea sovietică o problemă-cheie în alegerile din 1952, acuzând democrații ca erau prea blânzi în fața comunismului și pentru că au „pierdut China.“ Odată ajunsă la putere, noua administrație a căutat rapid să pună în practică programul său.”
Gasiorowski precizează, de asemenea „că marile companii petroliere americane nu erau interesate de Iran, în acest moment. Pe piața mondială a petrolului exista o supraabundență. Marile companii din SUA au crescut producția în Arabia Saudită și Kuweit, în 1951, cu scopul de a compensa pierderea din producția iraniană; operând în Iran le-ar fi obligat să reducă producția în aceste țări, creându-se astfel tensiuni cu liderii saudiți și kuweitieni. Mai mult decât atât, în cazul în care sentimentele naționaliste rămâneau la un nivel ridicat în Iran, producția în această țară ar fi fost riscantă. Companiile petroliere americane nu au arătat nici un interes în Iran în 1951 și 1952. Până la sfârșitul anului 1952, administrația Truman a ajuns să creadă că participarea companiilor americane la producția de petrol iranian era esențială pentru a menține stabilitatea în Iran și pentru a nu lăsa Iranul în mâinile sovietice. Pentru a obține participarea principalelor companii petroliere americane, Truman a oferit o retragere într-un mare caz juridic anti-trust, pornit împotriva lor. Administrația Eisenhower a împărtășit opiniile lui Truman cu privire la participarea companiilor americane în Iran și, de asemenea, a convenit să facă un pas înapoi în cazul anti-trust. Astfel, nu numai că principalele companii americane nu doreau să participe în Iran, în acest moment, dar a fost nevoie de un efort major al factorilor de decizie din SUA pentru a îi convinge să se implice.”
În 2004, Gasiorowski a publicat o carte privind lovitura de stat susținând că „climatul de intensă rivalitate din războiul rece între superputeri, împreună cu locația vitală strategică a Iranului între Uniunea Sovietică și câmpurile petroliere din Golful Persic, i-au făcut pe oficiali să creadă că SUA trebuia să ia toate măsurile necesare pentru a împiedica Iranul să cadă în mâinile sovietice.”  În timp ce „aceste preocupări par mult exagerate astăzi“ modelul „crizei din Azerbaidjan din 1945-1946, consolidarea controlului sovietic în Europa de Est, triumful comunist din China și războiul coreean, împreună cu pericolul roșu aflat în toi în Statele Unite ale Americii” nu ar fi permis funcționarilor să riște să permită partidului Tudeh să câștige puterea în Iran. Mai mult decât atât, „oficialii americani au crezut că soluționarea litigiului petrolului era esențial pentru restabilirea stabilității în Iran, și după martie 1953 părea că disputa ar putea fi rezolvată numai în detrimentul uneia dintre Marea Britanie sau Mosaddegh.“  El concluzionează „că au fost considerații geostrategice, mai degrabă decât o dorință de a distruge mișcarea lui Mosaddegh, pentru a stabili o dictatură în Iran sau pentru a câștiga controlul asupra petrolului din Iran, care au convins oficialii SUA să întreprindă lovitura de stat.”
Confruntându-se cu a alege între interesele britanice și Iran, Statele Unite ale Americii a ales Marea Britanie, a declarat Gasiorowski. „Marea Britanie a fost cel mai apropiat aliat al Statelor Unite, iar cele două țări au lucrat ca parteneri pe o gamă largă de aspecte extrem de importante în întreaga lume în acest moment. Păstrarea acestei relații strânse a fost mai importantă pentru oficialii americani decât salvarea regimului șubred al lui Mosaddegh.” Cu un an înainte, prim-ministrul britanic Winston Churchill a folosit sprijinul Marii Britanii pentru SUA în Războiul Rece insistând ca Statele Unite să nu submineze campania sa de a-l izola pe Mosaddegh. „Marea Britanie i-a sprijinit pe americani în Coreea, i-a amintit lui Truman, și a avut dreptul să se aștepte să existe o «unitate anglo-americană» în privința Iranului.”
Cei doi câștigători principali ai celui de-al doilea război mondial, care au fost aliați în timpul războiului, au devenit superputeri și concurenți, de îndată ce a pus capăt războiului, fiecare cu propriile lor sfere de influență și state client. După lovitura de stat 1953, Iranul a devenit unul dintre statele client ale Statelor Unite ale Americii. În cartea sa anterioară, Politica externă SUA și șah: Construirea unui stat client în Iran, Gasiorowski identifică statele client ale Statelor Unite și ale Uniunii Sovietice în perioada 1954-1977. Gasiorowski a identificat Cambodgia, Guatemala, Indonezia, Iran, Laos, Nicaragua, Panama, Filipine, Coreea de Sud, Vietnamul de Sud și Taiwan ca puternice state-client ale Statele Unite și le-a identificat pe cele care erau moderat importante pentru SUA Bolivia, Brazilia, Columbia, Costa Rica, Republica Dominicană, Ecuador, El Salvador, Grecia, Haiti, Honduras, Israel, Iordania, Liberia, Pakistan, Paraguay, Thailanda, Tunisia, Turcia, și Zair. El a numit Argentina, Chile, Etiopia, Japonia, și Peru ca state-client „slabe“ ale Statelor Unite ale Americii.
Gasiorowski a identificat Bulgaria, Cuba, Cehoslovacia, Germania de Est, Ungaria, Mongolia, Polonia, Vietnamul de Nord și România ca „state-client puternice“ ale Uniunii Sovietice, și Afganistan, Egipt, Guineea, Coreea de Nord, Somalia și Siria ca state-client moderat importante. Mali și Yemenul de Sud au fost clasificate ca state-client slabe ale Uniunii Sovietice.
Potrivit lui Kinzer, pentru majoritatea americanilor, criza din Iran a devenit doar o parte a conflictului dintre comunism și „lumea liberă“. „Un mare sentiment de teamă, mai ales frica de încercuire, a format conștiința americană în această perioadă. ... puterea sovietică a supus deja Letonia, Lituania și Estonia. Guverne comuniste au fost impuse Bulgariei și României în 1946, Ungariei și Poloniei în 1947 și Cehoslovaciei în 1948. Albania și Iugoslavia, de asemenea, s-au îndreptat spre comunism. Comuniștii greci a făcut o încercare violentă de a prelua puterea. Soldați sovietici au blocat rutele terestre spre Berlin timp de șaisprezece luni. În 1949, Uniunea Sovietică a testat cu succes o armă nucleară. În același an, forțele pro-occidentale din China au pierdut Războiul civil în fața comuniștilor conduși de Mao Zedong. De la Washington, se pare că dușmanii erau în marș peste tot.” Prin urmare, „Statele Unite, provocate de ceea ce majoritatea americanilor au văzut ca un avans comunist neobosit, a încetat să vadă Iranul ca o țară cu o istorie unică care se confruntă cu o provocare politică unică.” Unii istorici, inclusiv Douglas Little, Abbas Milani și George Lenczowski au reiterat opinia că temerile unei preluări comuniste sau influența sovietică au motivat SUA să intervină.
La 11 mai 1951, înainte de răsturnarea lui Mossadegh, Adolf A. Berle a avertizat Departamentul de Stat al SUA:„control SUA în Orientul Mijlociu era în joc, care, cu ajutorul petrolul din Golful Persic, însemna «control substanțial al lumii.»”

### Prezentarea știrilor în Statele Unite și Marea Britanie
Când Mossadegh a solicitat dizolvarea Majlis în august 1953, redactorii de la New York Times au fost de părere că: „Un plebiscit mai fantastic și fals decât oricare realizat de Hitler sau Stalin este acum pus în scenă în Iran de către premierul Mossadegh într-un efort de a deveni dictator de necontestat al țării.”
La un an după lovitura de stat, New York Times a scris pe 6 august 1954, că „un nou acord al petrolului între Iran și un consorțiu de companii petroliere străine“ era „într-adevăr, o veste bună“.
„Costisitoare, întrucât disputa asupra petrolului iranian a fost îngrijorătoare pentru toate părțile implicate, afacerea poate fi dovedită utilă în cazul în care sunt învățate lecții din ea: țările subdezvoltate cu resurse bogate au acum o lecție legată de costurile grele pe care trebuie să le plătească de către unii dintre ei dacă merg pe mâna naționalismului fanatic. Este, probabil, prea mult să sperăm că experiența Iranului va împiedica apariția altor oameni de tip Mossadegh în alte țări, dar că experiența poate consolida cel puțin puterea liderilor mai rezonabili și mai clarvăztăori. În unele cercuri din Marea Britanie, acuzația va fi îndreptatp spre imperialismul american - sub forma firmelor americane de petrol din consorțiu - scoțând din nou Marea Britanie dintr-o posesiune istorică".
Guvernul britanic folosit BBC Persia pentru a prezenta propaganda împotriva lui Mosaddegh. Material anti-Mosaddegh au fost difuzate în mod repetat pe canalul radio, până când personalul iranian de la radio BBC Persia a intrat în grevă pentru a protesta împotriva acestei mișcări. Documentarul Cinematograf difuzat pe 18 august 2011 la aniversarea loviturii de stat. În cadrul său, BBC a recunoscut pentru prima dată rolul avut în propaganda din Iran.
Documentarul a citat un document clasificat pe 21 iulie 1951, în care un oficial din Ministerul de Externe a mulțumit ambasadorului britanic pentru propunerile sale, care au fost urmate întocmai de radio BBC Persia pentru a consolida propaganda împotriva lui Mosaddegh:
„BBC a realizat deja cele mai multe puncte pe care le enumerase, dar au fost foarte bucuroși să aibă o indicație de la tine a ceea ce era probabil cel mai eficient și își vor aranja programul în consecință ... Ar trebui să evităm, de asemenea, atacurile directe asupra claselor conducătoare, deoarece se pare că este probabil că va trebui să lucrăm cu un guvern provenit din aceste clase dacă Mosaddegh va cădea.”
Documentul a subliniat în continuare că Foreign Office „este recunoscător pentru [ambasadorului] comentarii pe linia de propagandă pe care le-am propus“.
O declarație despre rolul CIA în lovitura de stat a apărut în The Saturday Evening Post la sfârșitul anului 1954, tinzând să explice cum „mica națiune strategică a Iranului, a fost salvată de încleștarea Moscovei.“ Raportul a fost aprobat de către CIA, iar autorii săi ar fi putut fi ajutați de Kermit Roosevelt Jr., care mai scrisese pentru Post înainte.

## Urmări
S-a spus despre lovitura de stat că ar fi „lăsat o moștenire profundă și de lungă durată.“

### Consecințe nedorite
Conform istoriei pe baza documentelor eliberate la Arhiva Națională de Securitate și reflectate în cartea Mohammad Mosaddeq și lovitura de stat din Iran din 1953, lovitura de stat a provocat daune de lungă durată reputației Statelor Unite.
„Lovitură de stat '28 Mordad“, așa cum este cunoscut după data persană [în calendarul solar Hijri], a fost un moment de cotitură pentru Iran, pentru Orientul Mijlociu și pentru statutul Statelor Unite în regiune. Operațiunea comună americano-britanică s-a oprit dorința Iranului să impună controlul suveran asupra resurselor sale proprii și a ajutat la pus capăt unui capitol vibrant în istoria mișcărilor naționaliste și democratice ale țării. Aceste consecințe au rezonat cu efect dramatic în anii următori. Când șahul a fost înlăturat în 1979, amintirile intervenției Statelor Unite în 1953, care au făcut posibili 25 de ani de domnie ai monarhului, din ce în ce mai puțin popular, a intensificat caracterul anti-american al revoluției în mintea multor iranieni.”
Monarhul autoritar a apreciat lovitura de stat, a scris Kermit Roosevelt în declarația sa. „«Eu datorez tronul meu lui Dumnezeu, poporului meu, armatei mele și vouă!» Prin „vouă“ el [șahul] a vrut să spună mine și celor două țări - Marea Britanie și Statele Unite - pe care o reprezentam. Am fost cu toții eroi.”
La 16 iunie 2000, New York Times a publicat raportul secret al CIA, „Clandestine Service History, Overthrow of Premier Mossadeq of Iran, November 1952 – August 1953”, parțial explicând lovitura de stat din perspectiva agentului CIA Wilber. Reporterul New York Times, James Risen a scris că raportul lui Wilber, ascuns timp de aproape cinci decenii, a apărut curând la lumină.
În vara anului 2001, Ervand Abrahamian a scris în revista Science & Society că versiunea lui Wilber despre lovitura de stat a fost lipsă de informații-cheie, unele dintre ele fiind disponibile în altă parte.
„The New York Times a prezentat recent un raport al CIA privind lovitura de stat americano-britanică din 1953 privind răsturnarea lui Mosaddegh, prim-ministru al Iranului. A fost prezentat ca o istorie secretă a loviturii de stat, și tratată ca un substitut de neprețuit pentru fișierele din SUA care rămân inaccesibile. Dar o reconstruire a loviturii de stat din alte surse, în special din arhivele Ministerului de Externe britanic, indică faptul că acest raport este extrem de igienizat. Trece rapid peste unele chestiuni sensibile precum participarea crucială a ambasadorului SUA în răsturnarea reală; rolul consilierilor militari americani; valorificarea naziștilor locali și a teroriștilor musulmani; precum și utilizarea asasinatelor pentru a destabiliza guvernul. Plasează lovitura în contextul războiului rece în loc să fie legată de criza anglo-iraniană a petrolului - un caz clasic de ciocnire între naționalism și imperialism în lumea a treia.” .

Într-o recenzie a cărții Legacy of Ashes a lui Tim Weiner, istoricul Michael Beschloss a scris, „Dl Weiner susține că înregistrări deficitare ale CIA au încurajat multe dintre problemele noastre contemporane grave ... O generație a iranienilor a crescut știind că CIA a instalat un șah“, dl Weiner notează: „În timp, haosul pe care agenția l-a creat pe străzile din Teheran se va întoarce să bântuie Statele Unite ale Americii.“
Administrația Dwight D. Eisenhower a considerat lovitura de stat un succes, dar, având în vedere consecințele nedorite, această opinie nu mai este susținută, în general, din cauza „moștenirii bântuitoare teribile“. În 2000, Madeleine Albright, secretarul de stat american, a declarat că intervenția SUA în afacerile interne ale Iranului a fost un pas înapoi pentru guvernarea democratică. Se consideră că lovitura de stat a contribuit în mod semnificativ la Revoluția iraniană din 1979, care a detronat șahul „pro-occidental“ și a înlocuit monarhia cu o republică islamică „anti-occidentală“.
„Pentru mulți iranieni, lovitura de stat a demonstrat duplicitatea Statelor Unite, care s-a prezentat ca un apărător al libertății, dar nu a ezitat să folosească metode neonorabile să răstoarne un guvern ales în mod democratic pentru a se potrivi propriilor sale interese economice și strategice“, a conchis Agenția France-Presse.
Judecătorul Curții Supreme de Justiție a Statelor Unite ale Americii, William O. Douglas, care a vizitat Iranul atât înainte cât și după lovitura de stat, a scris „când Mossadegh și Persia au început reformele de bază, am devenit alarmați. Ne-am unit cu britanicii să-l distrugă; am reușit; și de atunci, numele nostru nu a fost unul onorbil în Orientul Mijlociu”.

### Iran
Când șahul a revenit în Iran după lovitura de stat, a fost întâmpinat de aplauzele unei mulțimi. El a scris în memoriile sale că în timp ce a fost rege peste un deceniu, pentru prima dată, el a simțit că oamenii l-au „ales“ și l-au „aprobat“, și că avea un mandat „legitim“ popular cu scopul de a realiza reformele sale (deși unii dintre cei prezenți ar fi fost mituiți). Cu toate acestea, șahul nu a fost niciodată capabil să elimine printre iranienii non-monarhiști reputația de a fi un conducător „impus de străini“. De-a lungul domniei sale a continuat să presupună că a fost sprijinit de aproape toată lumea din Iran, și s-a scufundat într-o adâncă depresie când în 1978 mulțimi imense au cerut înlăturarea sa. Când a încercat în timpul anilor 1970 să controleze încă o dată prețurile petrolului (prin OPEC), și a anula același acord de consorțiu al petrolului care a cauzat lovitura de stat din 1953, a avut ca rezultat un declin masiv al sprijinului american pentru el, și, în mod ironic, a grăbit căderea sa.
O consecință imediată a loviturii de stat a fost suprimarea tuturor dizidențelor politice republicane, mai ales al grupurilor de opoziție liberale și naționaliste din Frontul Național, precum și a partidul (comunist) Tudeh și a concentrat puterea politică în mâinile șahului și a curtenilor lui.
Ministrul Afacerilor Externe, și cel mai apropiat colaborator al lui Mosaddegh, Hossein Fatemi, a fost executat prin împușcare la 10 noiembrie 1954 prin ordin al instanței militare. [143] Potrivit lui Kinzer, „Triumfătorul șah [pahlavi] a ordonat executarea ofițerilor militari și a câtorva zeci de lideri de studenți care au fost strâns asociați cu Mohammad Mossadegh“.
Ca parte a represiunii politice post-lovitură de stat între 1953 și 1958, șahul a scos în afara legii Frontul Național și a arestat majoritatea liderilor săi. Șahul l-a cruțat personal pe Mossadegh de pedeapsa cu moartea și a primit 3 ani de închisoare, urmați de arest la domiciliu pe viață.

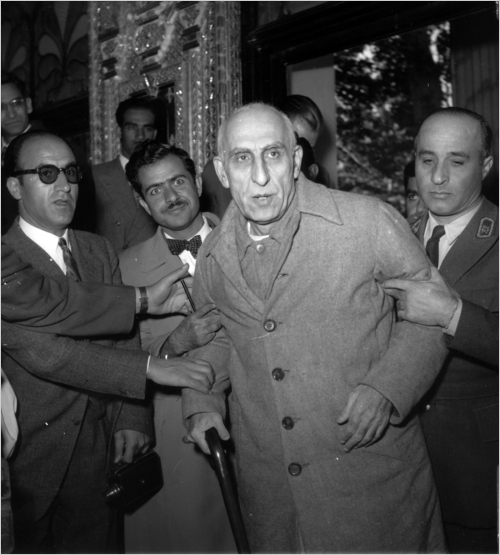
Mohammad Mosaddegh la tribunal, 8 noiembrie 1953

Mulți susținători ai Iranului au continuat să lupte împotriva noului regim, dar au fost suprimați, unii fiind chiar uciși. Partidul politic pe care l-a fondat Mossadegh, Frontul Național al Iranului, mai târziu a fost reorganizat de Karim Sanjabi, și este în prezent condus de poetul național al Iranului Adib Boroumand, care a fost un puternic susținător al lui Mossadegh și a ajutat la răspândirea propagandei pro-Mossadegh în timpul crizei Abadan și după aceea.
Partidul Tudeh a dus greul principal al represiunii. Forțele de securitate ale șahului au arestat 4.121 activiști politici ai Tudeh, inclusiv 386 de funcționari publici, 201 studenți, 165 profesori, 125 de muncitori calificați, 80 de angajați în industria textilă, și 60 de cizmari. Patruzeci au fost executați (în primul rând pentru crimă, cum a fost Khosrow Roozbeh), alți 14 au murit sub tortură și peste 200 au fost condamnați la închisoare pe viață. Năvodul întins după lovitura de stat a șahului a dus la capturarea a 477 de membri Tudeh („22 de colonei, 69 de maiori, 100 de căpitani, 193 de locotenenți, 19 subofițeri și 63 de cadeți militari“), care au fost în forțele armate iraniene. După ce a fost dezvăluită prezența lor, unii susținători ai Frontului Național s-au plâns că această rețea militară a Tudeh l-ar fi putut salva pe Mosaddegh. Cu toate acestea, puțini ofițeri Tudeh comandau unități de teren puternice, în special diviziile de rezervă care s-ar fi putut împotrivi loviturii de stat. Cei mai mulți dintre ofițerii Tudeh capturați au provenit de la academiile militare, poliție și corpul medical. Cel puțin unsprezece dintre ofițerii de armată capturați au fost torturați până la moarte între 1953 și 1958. Răspunsul șahului a fost extrem de moderat în comparație cu reacția tipică a viitoarei republicii islamice la adresa adversarilor săi.

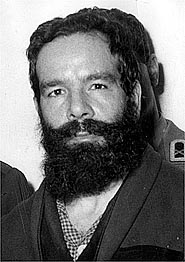
Hossein Fatemi după arestare

După lovitura de stat din 1953, guvernul șahului format SAVAK (poliția secretă), mulți dintre agenți fiind instruiți în Statele Unite. SAVAK a  monitorizat dizidenții și a dispus cenzura. După 1971 incidentul Siahkal, SAVAK a primit mână liberă pentru a tortura dizidenții suspecți, forța torturii „crescând dramatic“ de-a lungul anilor, aproape 100 de persoane fiind executate din motive politice în ultimii 20 de ani ai domniei șahului. După revoluție, SAVAK a fost desființată oficial, dar a fost în realitate s-a „extins drastic“ într-o nouă organizație care a ucis peste 8.000-12.000 de prizonieri între 1981-1985 și 20.000-30.000 în total, cu un deținut care a făcut închisoare atât în timpul domniei șahului, cât și în timpul republicii.
Un alt efect a fost îmbunătățirea bruscă a economiei Iranului; embargoul britanic împotriva Iranului asupra petrolului s-a încheiat, iar veniturile din petrol au crescut semnificativ peste nivelul de dinainte de naționalizare. În ciuda faptului că Iranul nu deținea controlul asupra petrolului, șahul a fost de acord să înlocuiască CPAI cu un consorțiu alcătuit din BP și opt companii europene și americane de petrol; în consecință, veniturile din petrol au crescut de la 34 milioane de dolari în 1954-1955 la 181 milioane de dolari în 1956-1957, și a continuat să crească, Statele Unite trimițând chiar un ajutor pentru dezvoltare și consilieri. Guvernul șahului a încercat să rezolve problema naționalizării petrolului prin această metodă, iar Iranul a început să se dezvolte rapid sub conducerea sa. Mai târziu, în memoriile sale, șahul a spus că Mossadegh a fost un „dictator“, care a fost „dăunător“ Iranului prin „încăpățânarea“ lui, în timp ce el (șahul) a „urmat“ opțiunea inteligentă. Prin anii 1970, Iranul era mai bogat decât toți vecinii săi din jur, iar economiștii preziceau frecvent că aceasta va deveni o putere economică globală majoră și o țară dezvoltată.

### Internațional
Kinzer a scris că lovitura de stat din 1953 a fost prima dată când SUA a folosit CIA pentru a răsturna un guvern civil ales democratic. Administrația Eisenhower a văzut Operațiunea Ajax ca un succes, cu „efect imediat și de anvergură. Peste noapte, CIA a devenit o parte centrală a aparatului de politică externă americană și acțiunile sub acoperire au ajuns să fie privit ca o modalitate ieftină și eficientă de a modela curs evenimentelor mondiale” - o lovitură de stat pusă la cale de CIA numită Operațiunea PBSUCCESS a dus la răsturnarea guvernului guatemalez ales al lui Jacobo Arbenz Guzmán, care a naționalizat terenurile agricole deținute de United Fruit Company, a urmat în anul următor.
Un guvern pro-american din Iran a dublat avantajul geografic și strategic al Statelor Unite în Orientul Mijlociu, Turcia învecinată cu URSS, făcând parte din NATO.
În anul 2000, secretarul de stat american Madeleine K. Albright, a recunoscut rolul esențial al loviturii de stat în relația tulbure și „a ajuns cel mai aproape de a-și cere scuze decât orice funcționar american a făcut-o înainte“.
Administrația Eisenhower crede că acțiunile sale au fost justificate din motive strategice. ... Dar lovitura de stat a fost în mod clar un regres pentru dezvoltarea politică a Iranului. Și este ușor să vedem acum de ce multor iranieni continuă să le displacă această intervenție americană în afacerile lor interne.
În iunie 2009, președintele american Barack Obama într-un discurs la Cairo, Egipt, a vorbit despre relația Statelor Unite cu Iranul, menționând rolul SUA în 1953 lovitura de stat iraniană spunând:
„Această problemă a fost o sursă de tensiune între Statele Unite și Republica Islamică Iran. Timp de mulți ani, Iranul s-a definit, parțial prin opoziția sa față de țara mea, și există într-adevăr o istorie zbuciumată între noi. În mijlocul Războiului Rece, Statele Unite au jucat un rol în răsturnarea unui guvern iranian ales în mod democratic. De la Revoluția Islamică, Iranul a jucat un rol în acte de luări de ostatici și violență împotriva trupelor americane și a civililor. Această istorie este bine cunoscută. Mai degrabă decât să rămânem prinși în trecut, am spus clar liderilor și oamenilor din Iran că țara mea este pregătită să meargă mai departe.”

## Moștenire

### Punctul de vedere istoric al Republicii Islamice
Oamenii asociați cu Mossadegh și idealurile sale au dominat primul guvern post-revoluționar al Iranului. Primul prim-ministru după revoluția iraniană a fost Mehdi Bazargan, un asociat apropiat al lui Mossadegh. Dar, cu ruptura ulterioară între islamicii conservatari și forțele liberale seculare, munca și moștenirea lui Mossadegh a fost în mare parte ignorată de crearea Republicii Islamice. Cu toate acestea, Mosaddegh rămâne o figură istorică populară în rândul facțiunilor de opoziție iraniene. Imaginea lui Mosaddegh este unul dintre simbolurile mișcării de opoziție a Iranului, de asemenea, cunoscută sub numele de Mișcarea Verde. Kinzer a scris că „pentru majoritatea iranienilor“ Mosaddegh este „simbolul cel mai viu al luptei de lungă durată a Iranului pentru democrație“ și că protestatarii moderni care poartă o poză a lui Mosaddegh este echivalent cu a spune „Vrem democrație“ și „Nici o intervenție străină“.
În Republica Islamică, amintirea loviturii de stat este destul de diferită de cea a cărților de istorie publicate în Occident și urmează preceptele Ayatollahului Khomeini că juriștii islamici trebuie să ghideze țara pentru a preveni „influența puterilor străine“. Potrivit istoricului Ervand Abrahamian, guvernul încearcă să îl ignore pe Mosaddegh cât mai mult posibil și să-i atribuie numai două pagini în manualele de liceu. „Mass-media îl prezintă pe ayatollahul Abol-Ghasem Kashani ca lider real al campaniei de naționalizare a petrolului, iar Mosaddegh doar ca pe un ajutor al ayatollah-ul.” Aceasta în ciuda faptului că Kashani s-a întors împotriva lui Mosaddegh până la mijlocul anului 1953 și „a declarat unui corespondent străin că Mosaddegh a căzut, deoarece a uitat că șahul s-a bucurat de sprijin popular masiv.“ O lună mai târziu, Kashani „a mers chiar mai departe și a declarat că Mosaddegh merita să fie executat pentru că el comis infracțiunea finală: răzvrătirea împotriva șahului, „trădarea“ de țară, și a încălcat legea sacră, în mod repetat.”
În Republica Islamică Iran, cartea lui Kinzer Toți oamenii șahului: O lovitură de stat americană și rădăcinile terorii în Orientul Mijlociu a fost cenzurată prin eliminarea descrierilor activității ayatollahului Abol-Ghasem Kashani în timpul loviturii de stat anglo-americane. Mahmood Kashani, fiul lui Abol-Ghasem Kashani, „unul dintre membrii de vârf ai elitei conducătoare de acum“ căruia Consiliul Gardienilor Iranieni i-au aprobat de două ori candidatura la președinție, neagă faptul că a fost o lovitură de stat în 1953, spunând Mosaddegh s-a supus planurilor britanice de a submina rolul clericilor șiiți.
Această afirmație, de asemenea, este prezentată în cartea Khaterat-e Arteshbod-e Baznesheshteh Hossein Fardoust (Memoriile Generalul (r) Hussein Fardoust), publicat în Republica Islamică, despre care se crede că ar fi fost scrisă de Hussein Fardoust, un fost ofițer SAVAK. Aceasta susține că, în loc să fi fost un dușman de moarte al britanicilor, Mohammad Mosaddegh i-a favorizat întotdeauna, iar campania sa de naționalizare a CPAI a fost inspirată de „britanici înșiși“. Ervand Abrahamian sugerează că faptul că moartea lui Fardoust anunțată înainte de publicarea cărții ar putea fi semnificative, deoarece autoritățile Republicii Islamice l-ar fi forțat să scrie astfel de declarații sub constrângere.

## Cultura populară
Regizat de Hasan Fathi și scris împreună cu dramaturgul și profesorul universitar Naghmeh Samini, Shahrzad show TV este povestea unei iubiri destrămate de evenimente în urma loviturii de stat din 1953 care l-a răsturnat pe prim-ministrul ales în mod democratic, Mohammad Mosaddegh.
Cognito Comics / Verso Books a publicat un roman grafic non-ficțiune a istoriei, Operațiunea AJAX: Povestea loviturii de stat a CIA care a refăcut Orientul Mijlociu, care se referă la evenimente care duc la modul în care CIA a angajat mafioți rivali pentru a crea anarhie și a răsturna țara.